# Кольчугино (городское поселение)
Муниципальное образование город Кольчугино — муниципальное образование в статусе городского поселения в Кольчугинском районе Владимирской области.
Административный центр — город Кольчугино.

## История
Муниципальное образование город Кольчугино образовано 16 мая 2005 года в соответствии с Законом Владимирской области № 64-ОЗ. В его состав вошёл город Кольчугино и территория бывшего Литвиновского сельсовета.

## Население
| 2009    | 2010    | 2011    | 2012    | 2013    | 2014    | 2015    | 2016    | 2017    |
| ------- | ------- | ------- | ------- | ------- | ------- | ------- | ------- | ------- |
| 45 628  | ↗46 326 | ↘46 199 | ↘45 764 | ↘45 315 | ↘44 918 | ↘44 616 | ↘44 256 | ↘44 036 |
| 2018    | 2019    | 2020    | 2021    | 2024    |         |         |         |         |
| ↘43 586 | ↘43 245 | ↘42 477 | ↘40 182 | ↘38 466 |         |         |         |         |

## Состав городского поселения
В состав поселения входят 10 населённых пунктов 
| №  | Населённый пункт    | Тип населённого пункта        | Население |
| -- | ------------------- | ----------------------------- | --------- |
| 1  | Абрамовка           | деревня                       | ↗22       |
| 2  | Гольяж              | деревня                       | ↗101      |
| 3  | Дмитриевский Погост | деревня                       | ↘8        |
| 4  | Зайково             | деревня                       | ↗57       |
| 5  | Кольчугино          | город, административный центр | ↘37 741   |
| 6  | Литвиново           | деревня                       | ↗310      |
| 7  | Литвиново           | посёлок                       | ↘100      |
| 8  | Литвиновские Хутора | деревня                       | ↘6        |
| 9  | Марьино             | деревня                       | ↗89       |
| 10 | Отяевка             | деревня                       | ↗79       |